# سوکال (اوکراین)

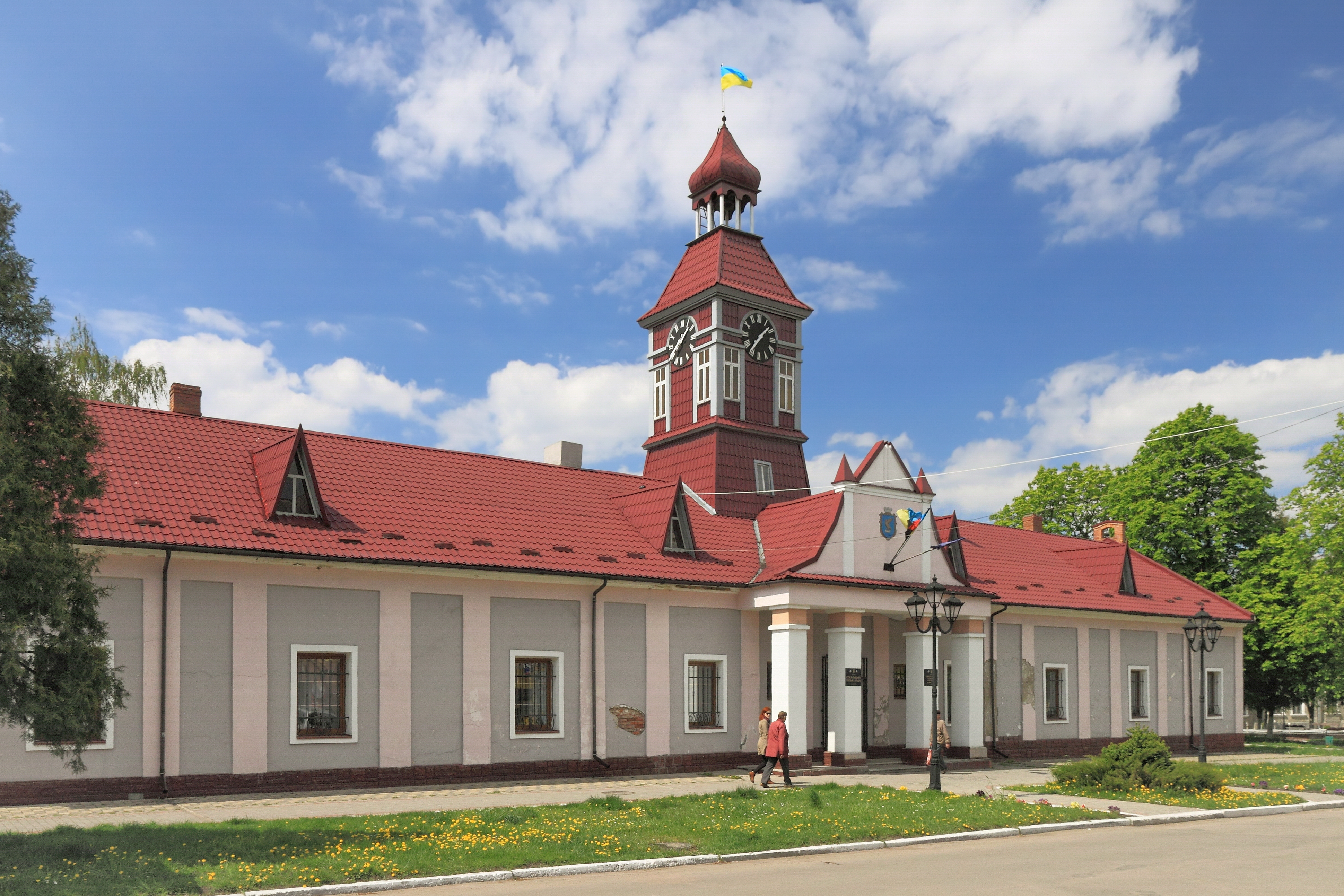
تالار مرکزی سوکال

سوکال (به انگلیسی: Sokal) شهری واقع در استان لفیف اوکراین است. جمعیت این شهر ۲۰,۶۵۹ نفر (۲۰۲۱ تخمینی) است.